# Усчан
Усча́н — посёлок в Охотском районе Хабаровского края. Входит в состав Инского сельского поселения.

## География
Посёлок находится на расстоянии 208 км к северо-востоку от рабочего посёлка Охотск, административного центра района.

## Население
| 1992 | 2002 | 2010 | 2011 | 2012 | 2017 | 2021 |
| ---- | ---- | ---- | ---- | ---- | ---- | ---- |
| 145  | ↘106 | ↘58  | ↘57  | ↘52  | ↗53  | ↘34  |

## Экономика
Базовая оленеводческая фактория Охотского района.